# Yangxi (ort)
Yangxi är en ort i Kina. Den ligger i provinsen Guizhou, i den sydvästra delen av landet, omkring 210 kilometer nordost om provinshuvudstaden Guiyang. Antalet invånare är 407.